# Bouleau jaune
Betula alleghaniensis
Pour les articles homonymes, voir Merisier (homonymie).
Espèce
Classification phylogénétique
Statut de conservation UICN

 LC  : Préoccupation mineure
Le bouleau jaune (Betula alleghaniensis Britton, synonyme : Betula lutea) est une espèce d'arbre de la famille des Betulaceae. Ce bouleau est l'arbre emblématique du Québec (depuis 1993).
Le bouleau jaune est familièrement appelé merisier au Canada (ce terme peut aussi désigner le cerisier de Pennsylvanie au Canada). En langue innue, on l'appelle Ushkuai.

## Description
Ce grand arbre, pouvant atteindre 30 m de haut et 60 cm de diamètre, est indigène au nord-est de l'Amérique du Nord. C'est le plus grand des bouleaux de l'est du Canada. Il peut vivre jusqu'à 150 ans, parfois plus. Ses rameaux ont une saveur de menthe et ses bourgeons sont caractérisés par ses deux teintes de brun et de jaune foncé. Son bois est dense et lourd, facile à teindre et à polir, de couleur brun rougeâtre dans l'est du Canada.
L'écorce, d'un brun rougeâtre chez les jeunes arbres, s'effiloche en filaments argentés et cuivrés avec l'âge.
Il est très proche du bouleau flexible, avec qui il partage de nombreuses caractéristiques. La principale différence est que l'écorce du bouleau jaune s'exfolie naturellement.
Les premiers colons l'appellent merisier en le confondant avec le cerisier sauvage européen, à qui il ressemble par le grain du bois et les feuilles.

## Chaga
Le chaga est un parasite des bouleaux jaunes et blancs. Il contient plusieurs éléments anti-oxydants, des minéraux et des phytostérols. Ce champignon est comestible et fait l'objet d'une commercialisation en l'intégrant comme ingrédient à plusieurs recettes.

## Utilisation
Le bois du bouleau jaune est très recherché comme bois d'œuvre dans l'est du Canada, il y est aussi utilisé en ébénisterie et pour la fabrication de placage et de contreplaqué. Son bois dur à grain serré en fait un excellent bois de chauffage.
Depuis quelques années, l'exploitation des bouleaux jaunes pour en faire un sirop, selon un procédé similaire à celui du sirop d'érable, est en plein développement au Québec, particulièrement en Gaspésie. Le produit est connu sous le nom de « sirop de merisier ». La sève, moins sucrée, exige une évaporation plus longue. Il faut environ 130 litres de sève de merisier (bouleau jaune) pour faire un litre de sirop, comparativement à environ 35 à 40 litres pour l’érable.
Les Autochtones l'utilisaient en tisane anti-inflammatoire et se servaient du bois pour fabriquer des objets utilitaires et rituels.

## Galerie

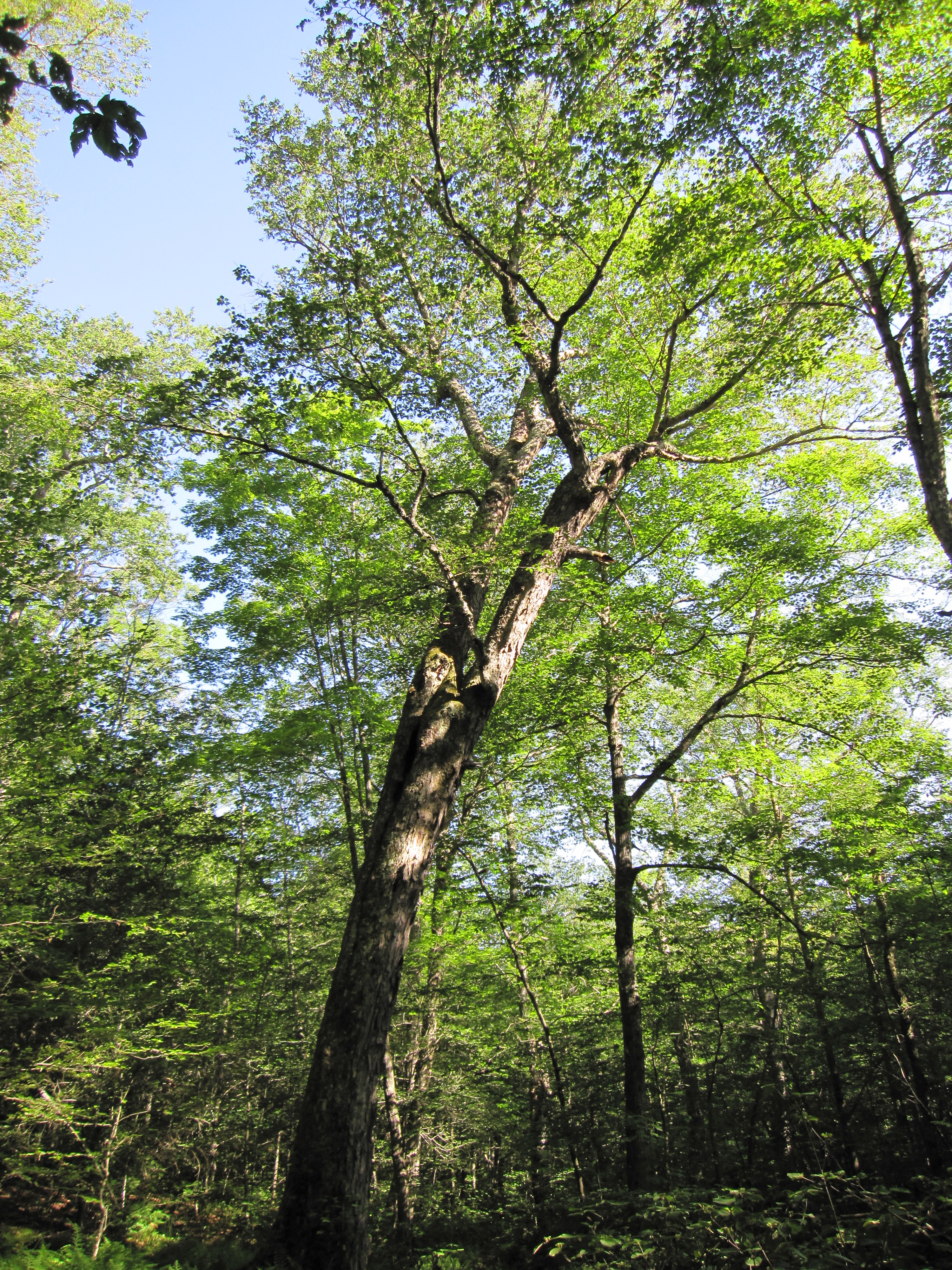
Arbre.
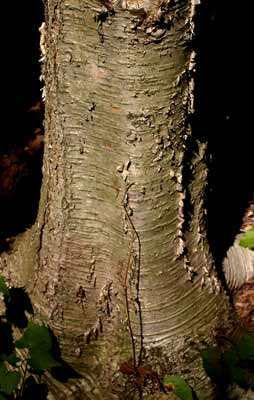
Tronc mature.
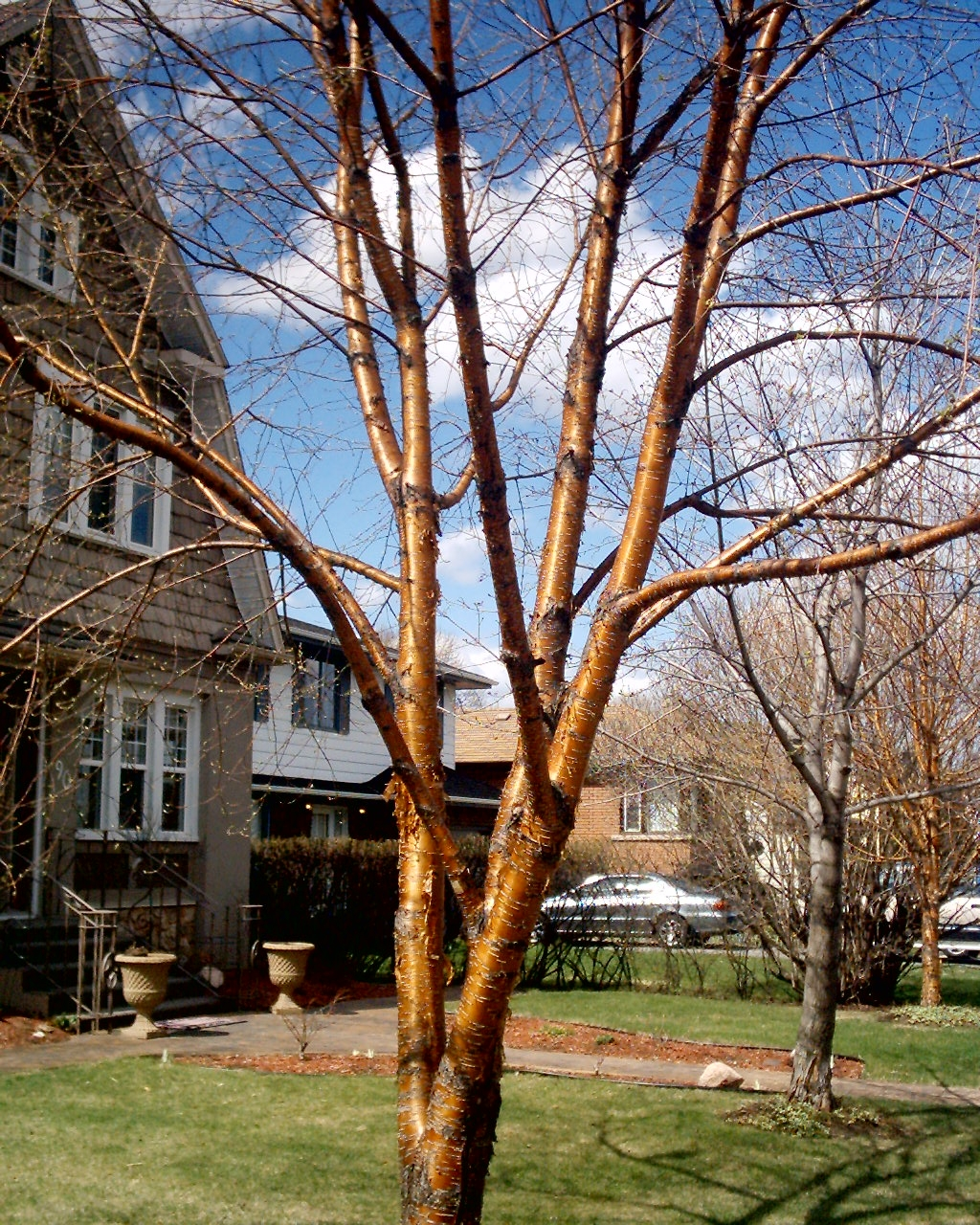
Jeune tronc.
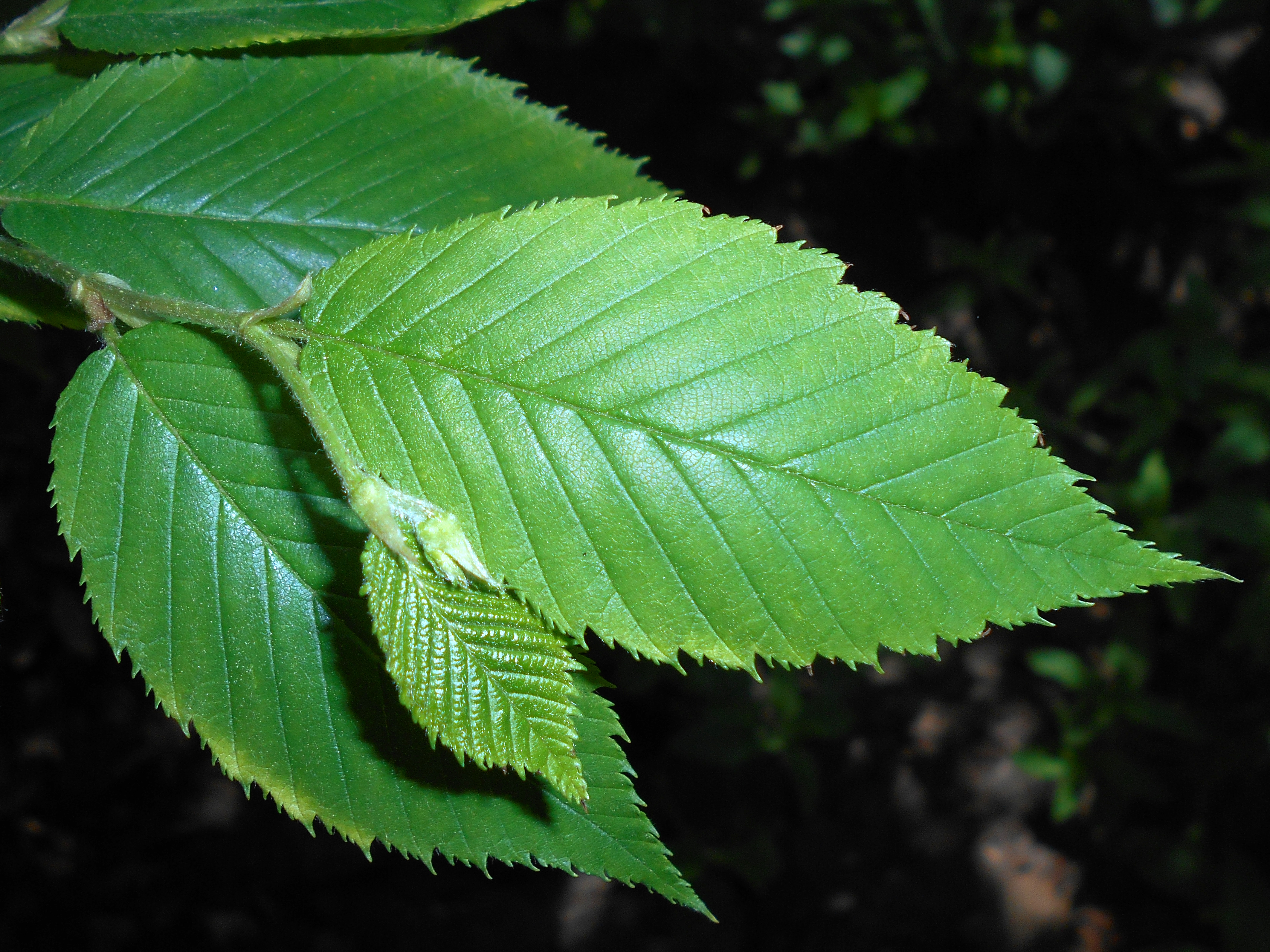
Feuilles.
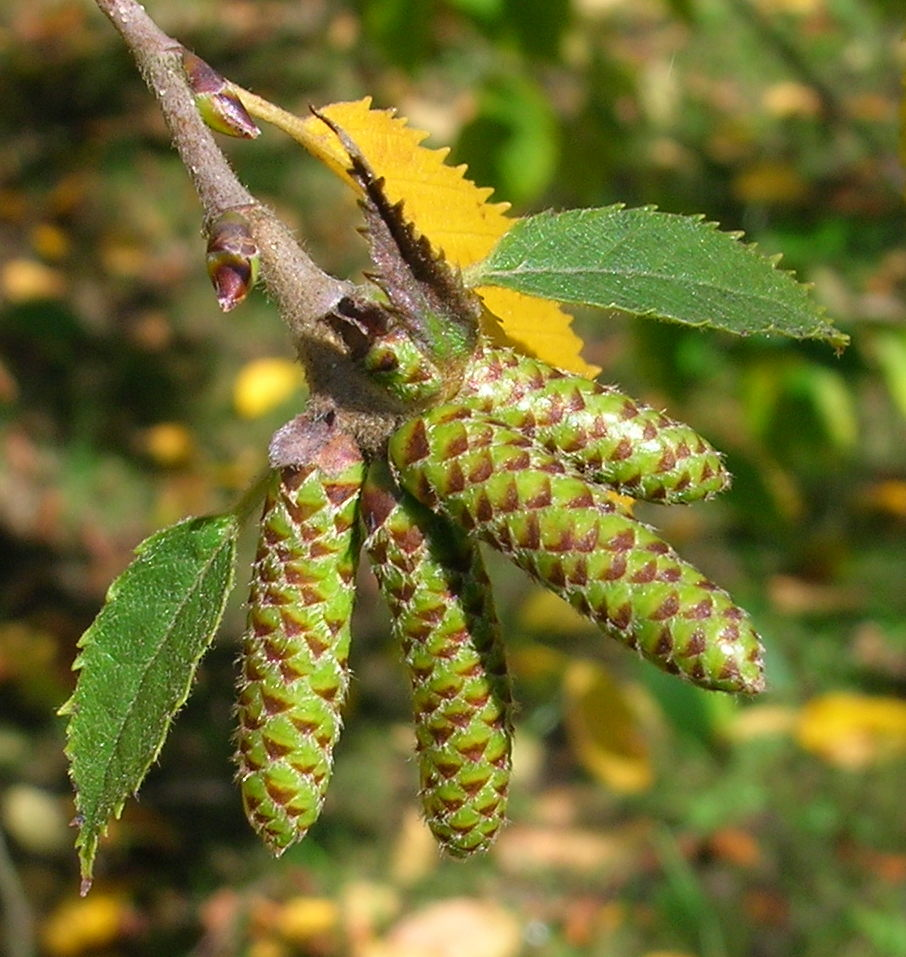
Chatons.